# Championnat d'Amérique du Sud masculin de volley-ball 1973
Le 10e championnat d'Amérique du Sud de volley-ball masculin s'est déroulé en 1973 à Bucaramanga ( Colombie).

## Classement final
| Place              | Équipe    |
| ------------------ | --------- |
| Médaille d'or      | Brésil    |
| Médaille d'argent  | Argentine |
| Médaille de bronze | Venezuela |
| 4                  | Chili     |
| 5                  | Colombie  |